# Arthroleptis wahlbergii
Arthroleptis wahlbergii is een kikker uit de familie Arthroleptidae. De soort werd voor het eerst wetenschappelijk beschreven door Andrew Smith in 1849. Later werd de wetenschappelijke naam Arthroleptis wageri gebruikt.

## Uiterlijke kenmerken
Het is een kleine, gedrongen kikker van maximaal 3 centimeter lang, Het voedsel bestaat uit kleine ongewervelden zoals insecten en spinnetjes. De kleur van de kikker varieert van licht- tot donkerbruin met een onregelmatige donkere bevlekking. Opvallend is de aan de zijkanten sterk afgeplatte kop en de grote ogen.

## Algemeen
Arthroleptis wahlbergii leeft in delen van Afrika en komt endemisch voor in zuidelijk en oostelijk Zuid-Afrika. Mogelijk komt de kikker ook verder voor tot in uiterst zuidelijk Mozambique. De habitat bestaat uit struiken en de strooisellaag van het bos onder de bladeren; klimmen doet deze soort bij voorkeur niet.
Arthroleptis wahlbergii is een bijzondere soort omdat het een van de weinige amfibieën is die geen oppervlaktewater nodig heeft voor de voortplanting. Nadat de eitjes zijn afgezet, komen deze na drie tot vier maanden uit waarna er geen kikkervisjes met kieuwen, maar direct kleine kikkertjes uit kruipen.